# Гидрометиларсенат натрия
Гидрометиларсенат натрия — универсальное средство защиты растений, но чаще всего используется в качестве гербицида. Запрещён к использованию в Германии, но в США используется и по сей день. Является сильным канцерогеном 1 класса. По химической структуре — кислая соль метилмышьяковой кислоты.

## Синтез
Гидрометиларсенат натрия можно синтезировать из хлорметана, оксида мышьяка (III), серной кислоты и едкого натра:
{\displaystyle \mathrm {CH_{3}Cl+As_{2}O_{3}+H_{2}SO_{4}+NaOH\longrightarrow CH_{4}AsNaO_{3}} }
Так же он можете быть получен путём метилирования метаарсенита натрия диметилсульфатом:
{\displaystyle \mathrm {NaAsO_{2}+C_{2}H_{6}O_{4}S\longrightarrow CH_{4}AsNaO_{3}} }

## Использование
Гидрометиларсенат натрия используется в качестве дефолианта при выращивание хлопка, особенно в Техасе и Луизиане и как гербицид на полях для гольфа.

## Утверждение
В Евросоюзе и Швейцарии это вещество запрещено к использованию в качестве активного агента средств для защиты растений.